# Benjamin Höijer
Pour les articles homonymes, voir Höijer.
Benjamin Karl Henrik Höijer, né le 1er juin 1767 à Stora Skedvi dans la province de Dalécarlie (Suède), mort le 13 juin 1812 à Uppsala (Suède), est un universitaire et philosophe suédois. 
Il est connu notamment pour son travail sur la philosophie kantienne.

## Œuvres
- Le traité de la construction philosophique (Om den philosophiska constructionen), 1799
- De L'intuition (Om åskådning), 1810
- Notices d'autorité :   - VIAF
  - ISNI
  - BnF (données)
  - IdRef
  - LCCN
  - GND
  - Pays-Bas
  - NUKAT
  - Suède
  - Vatican
  - Norvège
  - WorldCat